# Изола (Салерно)
Изола је насеље у Италији у округу Салерно, региону Кампанија.
Према процени из 2011. у насељу је живело 49 становника. Насеље се налази на надморској висини од 2 м.